# Грабовчева, Дива
Ди́ва Грабо́вчева (босн. Diva Grabovčeva; 1660-е, Прозор-Рама — 1680) — боснийская легендарная римско-католическая дева-мученица.

## Биография
Андрия Качич-Миошич в книге «Приятная беседа народа славянского» (босн. Razgovor ugodni naroda slovinskoga) в разделе «Письма рыцарей Благородного Дома Грабовчевых» (босн. Pisma od vitezova pridostojne kuće Grabovčeve) утверждает, что семья Грабовчевых имеет герцеговинское происхождение. В документе утверждается, что род связан с сербским князем Лазарем Хебеляновичем.
Согласно легенде, Дива Грабовец — девушка римско-католической веры, жившая в XVII во времена правления Османской империи в Боснии и Герцеговины (родилась в деревне Рамбок на севере Герцеговины в семье католиков Луки Грабовца и его жены Луции). Выросла «красавицей, но трудолюбивой, скромной и набожной».
Как-то раз она повстречала Тахир-бега Копчича, сына богатого и знатного рамского феодала. Очарованый её красотой, Тахир-бег влюбился и захотел на ней жениться. В те времена многие рамские девушки только и мечтали быть выданными замуж в семью Копчичей. Но только не Дива Грабовчева. Копчичи были «потурчинами», то есть хорватами, перешедшими в ислам, и для неё, «ревностной католички», такой брак был бы «страшным позором».
Родители девушки не хотели отдать дочь за иноверца, пусть и богатого и влиятельного. Они послали Диву Грабович подальше от села пасти овец на гору Вран. Тахир-бег был в ярости, он обыскал всю округу и нашёл Диву, ещё раз предложил ей стать его женой, а когда она ответила отказом, зарубил её своей саблей.
Дива Грабович была похоронена там же, где и была убита — на горе Вран недалеко от Прозор-Рамы. Вначале над могилой стоял обычный деревянный крест, а позже поставили камень, так похожий на стечак, и обнесли место стеной. Место для жителей Рамы и её окрестностей стало культовым, например девушки и женщины много веков приходят сюда помолиться о счастливой любви.

## Память
Каждый год в первое воскресенье июля отмечается день её мученичества, когда служится месса, на которую приходят тысячи людей.
В Прозор-Раме и Посушье есть улицы, названные в честь Дивы Грабовчевой. В Загребе располагается студенческое общежитие, названное в её честь.
В начале XX века археолог Чиро Трухелка раскопал могилу и обнаружил там останки молодой женщины. После этого монахи из монастыря Шчит, которые поначалу к народному культу относились скептично и порицали прихожан за поклонение неканонизированной святой, изменили своё мнение. Чиро Трухелка написал и опубликовал книгу о Диве, которая называется «Могила девушки: легенда из боснийского прошлого» (босн. Djevojački grob: legenda iz bosanske prošlosti).
В 1998 году был установлен бронзовый памятник работы хорватского скульптора Кузьмы Ковачича. По легенде, Тахир-бега убил крестный отец Божественного рода Арслан-ага Зукич.
Певец Марко Перкович записал песню «Дива Грабовчева», которая была включена в его альбом «Однажды в Хорватии» (хорв. Bilo jednom u Hrvatskoj) 2006 года, в которой он поет о её трагической судьбе.
Был снят фильм «Гигантский крик от Ворона» (босн. Divin krik s Vrana) Миленко Карачича, получивший специальную награду на 15-м Международном фестивале туристических фильмов ITF’CRO 2012 за качественный режиссёрский и сценарный рассказ о древних событиях в этой местности, в функции сохранения наследия и дальнейшего развития паломнического туризма.
Первая хорватская опера в Боснии и Герцеговины называлась «Дива Грабовчева», премьеру которой посетило около 155 человек, в том числе 115 певцов. Впервые она была исполнена в марте 2016 года в переполненном зале Хорватского дома герцога Святого Саввы Степана Косача в Мостаре. Опера, основанная на легенде о Грабовчевой, представляет собой музыкально-сценическое произведение в 14 картинах и 4 действиях. Автор музыки Дон Драган Филипович, либретто написал Анте Марич, а аранжировки подписал Федор Вртачник.